# Grand Prix Formule 1 van Frankrijk 1999
De Grand Prix Formule 1 van Frankrijk 1999 werd gehouden op 27 juni 1999 op Magny-Cours.

## Kwalificatie
Het wisselvallige weer gooide de kwalificatie op zijn kop. Hiervan profiteerden Rubens Barrichello en Jean Alesi optimaal door zich als respectievelijk eerste en tweede te kwalificeren, voor een eveneens verrassende Olivier Panis.   David Coulthard was vierde en Michael Schumacher zesde, Mika Häkkinen reed echter slechts de veertiende tijd en Eddie Irvine was zelfs zeventiende. 
Vijf coureurs, waaronder Damon Hill  reden een tijd buiten de 107% regel,  maar vanwege de omstandigheden mochten ze allen deelnemen aan de race.

## Race
De race werd gehouden onder vergelijkbare omstandigheden als de kwalificatie.  Rubens Barrichello behield de leiding en verder naar achteren begon Mika Häkkinen aan een opmars door het veld.  David Coulthard nam de leiding over van Barrichello, maar niet veel later moest de Schot uitvallen met een elektronisch probleem. 
Mika Häkkinen was vrij licht vertrokken en kwam in de beginfase snel naar voren  door vrijwel iedere ronde een concurrent in te halen, hierbij moest ook naaste concurrent Michael Schumacher er aan geloven.
Na twintig ronden lag Häkkinen tweede achter Barrichello  toen het hard begon te regenen.  Iedereen dook de pits in voor regenbanden,  maar het regende zo hard dat er op een aantal plaatsen grote plassen water op de baan stonden en de safety-car uit moest komen.
Dit kon niet voorkomen dat Jean Alesi van de baan spinde en hij de kans op een topklassering vergooide.  De safety-car bleef elf ronden op de baan, voordat de omstandigheden weer goed genoeg waren om te racen. In een poging de leiding over te nemen van Barrichello spinde Häkkinen en de Fin verloor veel plaatsen,  waardoor zijn inhaalrace weer opnieuw kon beginnen.  Schumacher slaagde er wel in om Barrichello te passeren en leidde een tiental ronden de race,  maar na zijn tweede pitstop kreeg hij problemen met de elektronica in zijn wagen en moest een extra pitstop maken.  Op dat moment lag Heinz-Harald Frentzen aan de leiding  en Häkkinen had zich weer opgewerkt naar de tweede plaats om vervolgens Frentzen voor de tweede maal deze race in te halen.  Echter moest Häkkinen,  net als Barrichello, nog eens naar binnen voor brandstof  en kon Frentzen,  ondanks dat het opnieuw begon te regenen, zijn overwinning veiligstellen.

## Uitslag
| Positie | Nummer | Rijder                | Team               | Ronden | Tijd/Opgave         | Startplaats | Punten |
| ------- | ------ | --------------------- | ------------------ | ------ | ------------------- | ----------- | ------ |
| 1       | 8      | Heinz-Harald Frentzen | Jordan-Mugen-Honda | 72     | 1:58:24.343         | 5           | 10     |
| 2       | 1      | Mika Häkkinen         | McLaren-Mercedes   | 72     | +11.092             | 14          | 6      |
| 3       | 16     | Rubens Barrichello    | Stewart-Ford       | 72     | +43.432             | 1           | 4      |
| 4       | 6      | Ralf Schumacher       | Williams-Supertec  | 72     | +45.475             | 16          | 3      |
| 5       | 3      | Michael Schumacher    | Ferrari            | 72     | +47.881             | 6           | 2      |
| 6       | 4      | Eddie Irvine          | Ferrari            | 72     | +48.901             | 17          | 1      |
| 7       | 19     | Jarno Trulli          | Prost-Peugeot      | 72     | +57.771             | 8           |        |
| 8       | 18     | Olivier Panis         | Prost-Peugeot      | 72     | +58.531             | 3           |        |
| 9       | 23     | Ricardo Zonta         | BAR-Supertec       | 72     | +1:28.764           | 10          |        |
| 10      | 20     | Luca Badoer           | Minardi-Ford       | 71     | +1 Ronde            | 20          |        |
| 11      | 14     | Pedro de la Rosa      | Arrows             | 71     | +1 Ronde            | 21          |        |
| NF      | 9      | Giancarlo Fisichella  | Benetton-Playlife  | 42     | Spin                | 7           |        |
| NF      | 7      | Damon Hill            | Jordan-Mugen-Honda | 31     | Elektrisch probleem | 18          |        |
| NF      | 5      | Alessandro Zanardi    | Williams-Supertec  | 26     | Motor               | 15          |        |
| NF      | 22     | Jacques Villeneuve    | BAR-Supertec       | 25     | Spin                | 12          |        |
| NF      | 10     | Alexander Wurz        | Benetton-Playlife  | 25     | Spin                | 13          |        |
| NF      | 21     | Marc Gené             | Minardi-Ford       | 25     | Spin                | 19          |        |
| NF      | 11     | Jean Alesi            | Sauber-Petronas    | 24     | Spin                | 2           |        |
| NF      | 2      | David Coulthard       | McLaren-Mercedes   | 9      | Elektrisch probleem | 4           |        |
| NF      | 12     | Pedro Diniz           | Sauber-Petronas    | 6      | Transmissie         | 11          |        |
| NF      | 17     | Johnny Herbert        | Stewart-Ford       | 4      | Versnellingsbak     | 9           |        |
| DQ      | 15     | Toranosuke Takagi     | Arrows             | 71     | Gediskwalificeerd   | 22          |        |

## Wetenswaardigheden
- Damon Hill verklaarde dat hij overwoog te stoppen na de Grand Prix van Groot-Brittannië.
- Toranosuke Takagi werd gediskwalificeerd omdat hij banden gebruikte die gemarkeerd waren voor Pedro de la Rosa.

## Statistieken
| Pole-position | Rubens Barrichello | Stewart-Ford     | 1:38.441 |
| Snelste ronde | David Coulthard    | McLaren-Mercedes | 1:19.227 |

## Noot
- Dit was de vijfde podiumplaats voor Rubens Barrichello.
- Vijftigste podiumplaats voor een Finse coureur.

1906 · 1907 · 1908 · 1912 · 1913 · 1914 · 1921 · 1922 · 1923 · 1924 · 1925 · 1926 · 1927 · 1928 · 1929 · 1930 · 1931 · 1932 · 1933 · 1934 · 1935 · 1936 · 1937 · 1938 · 1939 · 1947 · 1948 · 1949 · 1950 · 1951 · 1952 · 1953 · 1954 · 1956 · 1957 · 1958 · 1959 · 1960 · 1961 · 1962 · 1963 · 1964 · 1965 · 1966 · 1967 · 1968 · 1969 · 1970 · 1971 · 1972 · 1973 · 1974 · 1975 · 1976 · 1977 · 1978 · 1979 · 1980 · 1981 · 1982 · 1983 · 1984 · 1985 · 1986 · 1987 · 1988 · 1989 · 1990 · 1991 · 1992 · 1993 · 1994 · 1995 · 1996 · 1997 · 1998 · 1999 · 2000 · 2001 · 2002 · 2003 · 2004 · 2005 · 2006 · 2007 · 2008 · 2018 · 2019 · 2021 · 2022